# Colón River Fútbol Club
Colón River Plate FC (o simplemente Colón River)  fue un club panameño de fútbol, fundado en 1994 en la Ciudad de Colón. En el 2005, el equipo dejó de existir.

## Historia
El equipo participó en la Segunda División de Panamá, y dos temporadas en ANAPROF en los torneso Apertura y Clausura 2004 y los Apertura y Clausura 2005. Su único galardón fue un campeonato en la Primera A, en la temporada 2003. 
Desafortunadamente para Colón River, se vio obligada a abandonar en la temporada 2005, después de que sólo faltaba un partido para terminar el torneo Apertura de ese año, y luego el equipo dejó de existir.

## Palmarés

### Torneos nacionales
- Segunda División de Panamá (1): 2003